# Le Tailleur de Panama
Pour l'adaptation cinématographique, voir Le Tailleur de Panama (film).
Le Tailleur de Panama (en anglais The Tailor of Panama) est un roman d'espionnage de l'écrivain britannique John le Carré, publié en 1996.
Ce livre aurait été inspiré du roman Notre agent à La Havane (1958) de Graham Greene et de la biographie de José Abadí, authentique tailleur dont le magasin La Fortuna, fondé en 1951, effectivement fréquenté par une clientèle influente à Panama, fut témoin contemporain du coup d'État orchestré en 1968 par Omar Torrijos et le General Noriega.

## Résumé
Harry Pendel est Anglais, il vit à Panama. Il est tailleur, sa boutique réputée accueille les personnages importants de ce petit pays. Plus précisément, elle accueillait, car les commandes se raréfient, ce qui tombe assez mal ; Pendel a besoin d'argent.
C'est à ce moment-là qu'un employé de l'ambassade de Grande-Bretagne, Andrew Osnard, vient proposer à Pendel de travailler pour lui. Le tailleur devrait collecter des informations auprès des clients illustres dans sa boutique, pendant qu'ils effectuent leurs achats ou lors des séances d'essayage.
Pendel mettra du temps à se décider car l'affection qu'il imagine porter à sa femme, à ses amis, à ses clients, et à son mentor, M. Braithwaite, le freine dans son choix. Le choix qu'il fera entraînera des conséquences énormes, inimaginables.

## Adaptation
L'ouvrage est adapté en un film homonyme réalisé par John Boorman, avec Pierce Brosnan, Geoffrey Rush et Jamie Lee Curtis. Il sort en 2001.